# Bălceana
Bălceana è un comune della Moldavia situato nel distretto di Hîncești di 1.832 abitanti al censimento del 2004